# BMX-Rennsport-Weltmeisterschaften/Cruiser-Rennen der Junioren
Das Cruiser-Rennen der Junioren war ein Wettbewerb bei den BMX-Rennsport-Weltmeisterschaften. Es wurde mit Cruiser-Rädern ausgetragen.
Der hier dargestellte Wettbewerb bestand in seiner Form ab 1996, als die Organisation der Weltmeisterschaften in die alleinige Verantwortung des Radsport-Weltverbands UCI überging. In der zuvor von der International BMX Federation (I.BMX.F) verantworteten Veranstaltung hatte es eine Kategorie Cruisers 16–17 gegeben. Mit der Übernahme durch die UCI wurden die in anderen Radsport-Disziplinen üblichen Kategorien eingeführt.
Der ursprüngliche Sieger von 2002, Agustín Podestá, wurde nachträglich wegen einer positiven Dopingprobe disqualifiziert. Die übrigen Fahrer wurden aufgerückt. Nach 2010 wurde das Cruiser-Rennen zugunsten des Zeitfahrens abgeschafft.

## Palmarès
| Jahr | Austragungsort   | Gold              | Silber             | Bronze           |
| ---- | ---------------- | ----------------- | ------------------ | ---------------- |
| 1996 | Brighton         | Scott Beaumont    | Frédéric King      | Scott Burston    |
| 1997 | Saskatoon        | Thierry Fouilleul | Mickael Deldycke   | Kevin Royal      |
| 1998 | Melbourne        | Warwick Stevenson | Luke Madill        | Michal Prokop    |
| 1999 | Vallet           | Chad Hernaez      | Michal Prokop      | Medhi Remili     |
| 2000 | Córdoba          | Medhi Remili      | Quentin Delescluse | Jason Ream       |
| 2001 | Louisville       | Donny Robinson    | Clément Doby       | Ian Stoffel      |
| 2002 | Paulínia         | Santiago Duque    | Jérémy Cotte       | Pablo Gutierrez  |
| 2003 | Perth            | Artūrs Matisons   | Manuel López       | Thomas Hamon     |
| 2004 | Valkenswaard     | Augusto Castro    | Jérémy Chaffot     | Aaron Lepp       |
| 2005 | Paris            | Sifiso Nhlapo     | Jérémy Chaffot     | Josh Oie         |
| 2006 | São Paulo        | Joe Sowers        | Fausto Endara      | Edžus Treimanis  |
| 2007 | Victoria         | Fausto Endara     | Yvan Lapraz        | George Sowers    |
| 2008 | Taiyuan          | Joris Daudet      | Vincent Pelluard   | Jelle van Gorkom |
| 2009 | Adelaide         | Joris Daudet      | David Oquendo      | Renato Rezende   |
| 2010 | Pietermaritzburg | David Oquendo     | Benjamin Clarke    | Daniel Franks    |

## Medaillenspiegel
| Platz  | Land               | Gold | Silber | Bronze | Gesamt |
| ------ | ------------------ | ---- | ------ | ------ | ------ |
| 1      | Frankreich         | 4    | 8      | 3      | 15     |
| 2      | Kolumbien          | 3    | 1      | 0      | 4      |
| 3      | Vereinigte Staaten | 3    | 0      | 5      | 8      |
| 4      | Australien         | 1    | 2      | 0      | 3      |
| 5      | Ecuador            | 1    | 1      | 0      | 2      |
| 6      | Großbritannien     | 1    | 0      | 1      | 2      |
| 6      | Lettland           | 1    | 0      | 1      | 2      |
| 8      | Südafrika          | 1    | 0      | 0      | 1      |
| 9      | Tschechien         | 0    | 1      | 1      | 2      |
| 10     | Argentinien        | 0    | 1      | 0      | 1      |
| 10     | Schweiz            | 0    | 1      | 0      | 1      |
| 12     | Brasilien          | 0    | 0      | 1      | 1      |
| 12     | Kanada             | 0    | 0      | 1      | 1      |
| 12     | Neuseeland         | 0    | 0      | 1      | 1      |
| 12     | Niederlande        | 0    | 0      | 1      | 1      |
| Gesamt | Gesamt             | 15   | 15     | 15     | 45     |